# Unicardiopsidae
Unicardiopsidae zijn een uitgestorven familie van tweekleppigen uit de orde Cardiida.